# Stanisław Ziółkowski

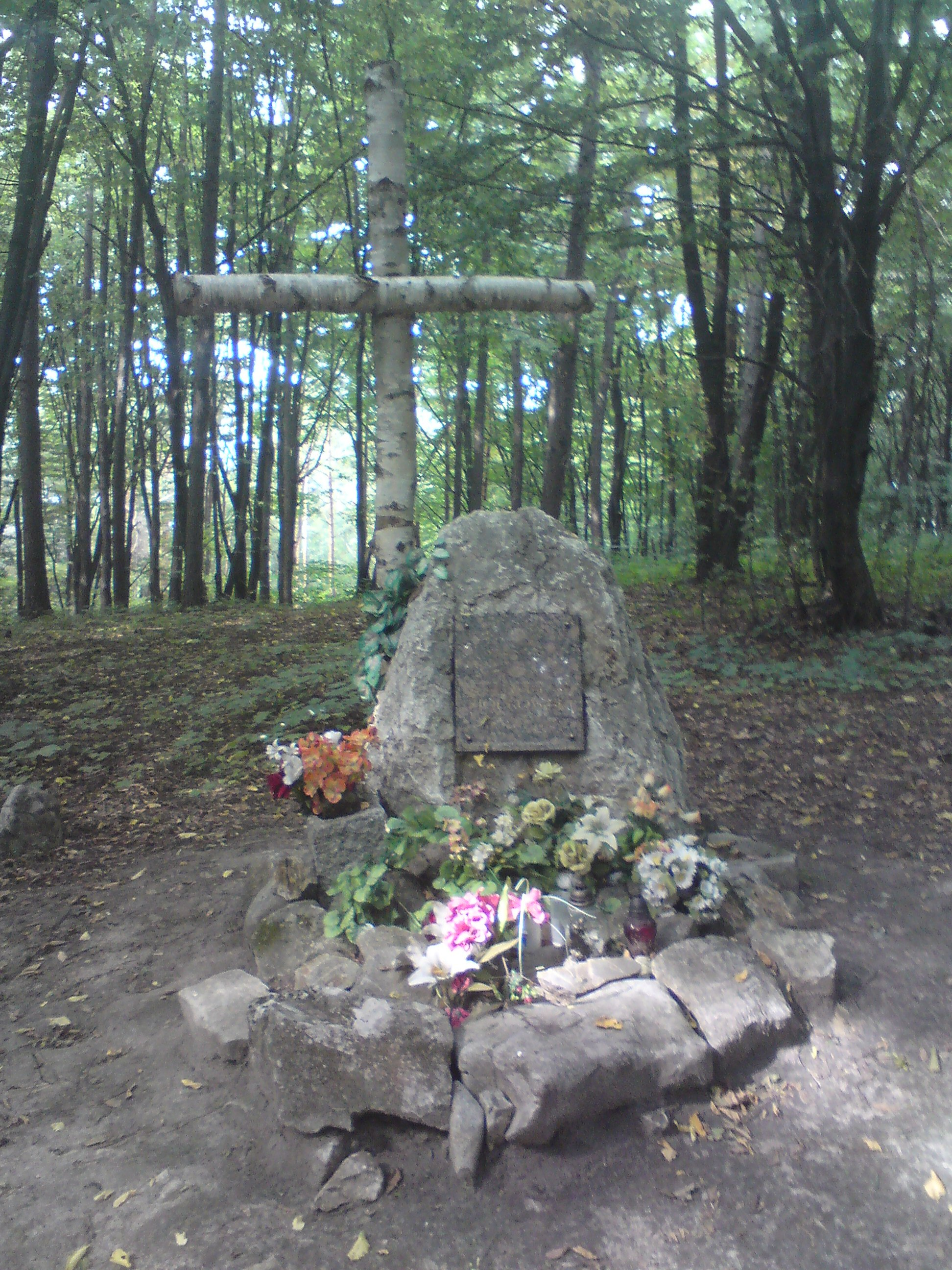
Symboliczna mogiła Stanisława Ziółkowskiego znajdująca się na Karczówce

Stanisław Ziółkowski (ur. 9 lipca 1904 w Mierzanowicach, zm. 23 września 1946 w Kielcach) – polski duchowny rzymskokatolicki, kapelan wojskowy, proboszcz parafii św. Karola Boromeusza w Kielcach (1945–1946).

## Życiorys

### Dzieciństwo i okres międzywojenny
Był synem Tomasza i Agnieszki z Cebulów. Uczęszczał do szkoły podstawowej w Wojciechowicach i do gimnazjum w Opatowie. Następnie podjął naukę w liceum funkcjonującym przy seminarium duchownym, w którym później studiował filozofię i teologię. Święcenia kapłańskie przyjął 10 czerwca 1933 roku z rąk biskupa Augustyna Łosińskiego. Jako wikariusz pracował w Kozłowie Miechowskim, Pilicy, Janinie, Pińczowie, Daleszycach i Kijach.
W 1937 roku, z pomocą prymasa Augusta Hlonda, wyjechał do Francji, gdzie znalazł się w placówce duszpasterskiej położonej niedaleko Lille. W maju 1939 otrzymał od władz miejscowego departamentu nakaz opuszczenia kraju, ze względu na „wojowniczy patriotyzm”. Interwencja władz polskich spowodowała, że Ziółkowski pozostał we Francji i rozpoczął studia na Uniwersytecie Katolickim w Lille.

### II wojna światowa
Przebywając w sierpniu 1939 roku na wakacjach w Polsce, na wieść o powszechnej mobilizacji, przyłączył się do przypadkowo spotkanego oddziału. Aż do kapitulacji pełnił w nim funkcję kapelana. Następnie był wikariuszem w Jędrzejowie i Piekoszowie. W tej drugiej miejscowości w grudniu 1940 roku został aresztowany przez Niemców, z powodu nieoddania przez parafian kontyngentu zboża i ziemniaków. Poprzez udowodnienie, że nie należał do komisji kontyngentowej, został zwolniony.
W lipcu 1941 roku został wikariuszem w Skalbmierzu. W parafii tej organizował przedszkola i ochronki, działał także w Caritasie. Ponadto był kapelanem tamtejszej placówki Armii Krajowej (pseudonim „Stuła”). W styczniu 1943 roku został przeniesiony do Masłowa, gdzie nadal działał w konspiracyjnym wojsku. Latem został ponownie aresztowany, lecz zbiegł z aresztu. Następnie ukrywał się aż do zakończenia okupacji, nadal pełniąc obowiązki kapelana AK. 21 sierpnia 1945 roku został administratorem parafii św. Karola Boromeusza na Karczówce w Kielcach.

### Śmierć i upamiętnienie

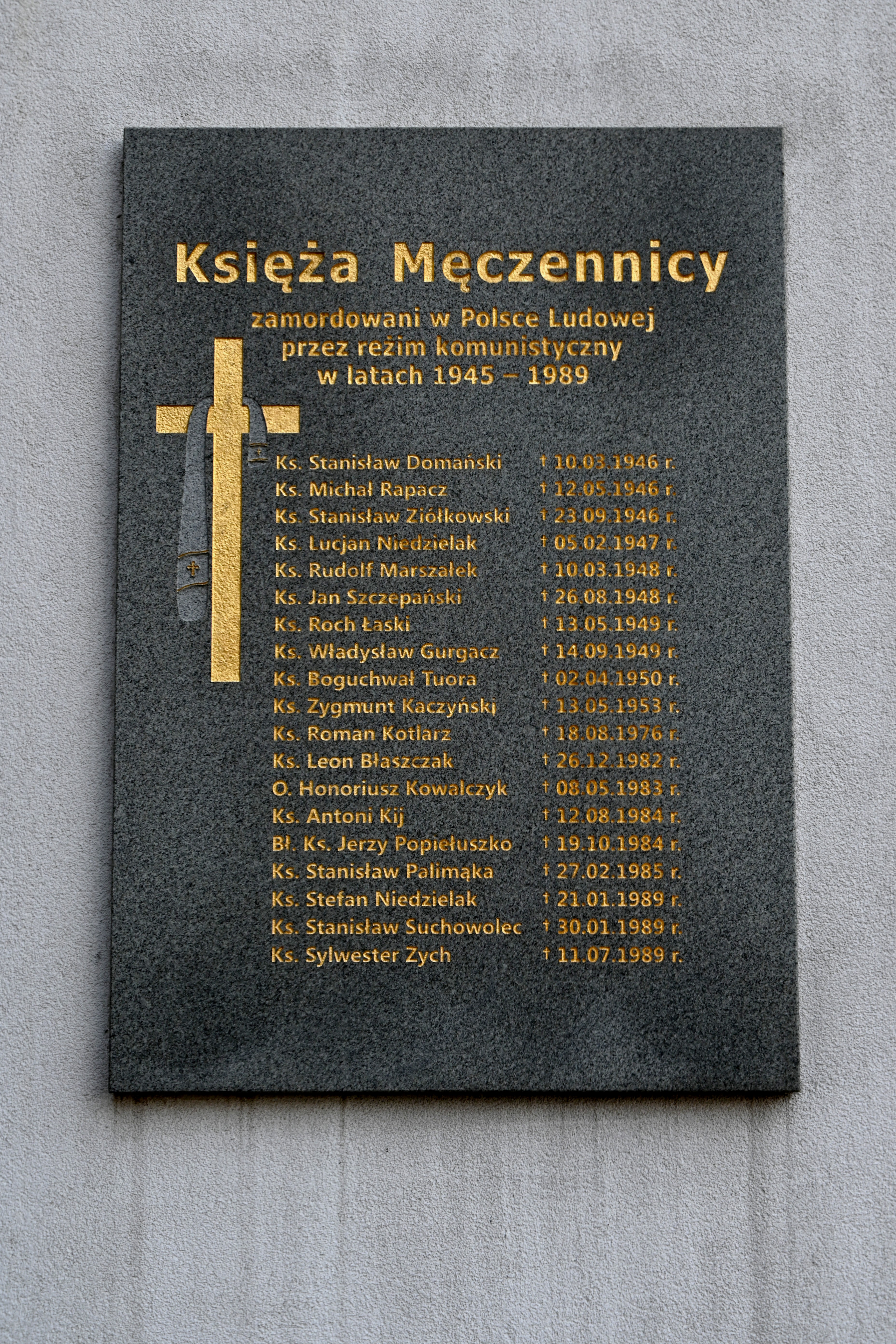
Tablica upamiętniająca księży zamordowanych w Polsce Ludowej, umieszczona przy wejściu do Sanktuarium Matki Bożej Królowej Polskich Męczenników w Warszawie

23 września 1946 roku ok. godziny 9:00 został zastrzelony przez 19-letniego milicjanta Bolesława Bajera. Ziółkowski kierował się wówczas na katechezę do Czarnowa. Na miejsce zbrodni przybył biskup Czesław Kaczmarek. W pogrzebie, któremu przewodniczył biskup Franciszek Sonik, uczestniczyło ok. stu kapłanów i 20 tys. ludzi. Rodzina zmarłego zabrała ciało do rodzinnej parafii w Wojciechowicach. Zabójca został skazany na karę 10 lat pozbawienia wolności. W wyniku amnestii zmniejszono ją o 1/3, zaś w 1950 roku Bolesław Bierut ułaskawił Bajera.
W miejscu zabójstwa Stanisława Ziółkowskiego znajduje się pomnik w formie grobu. Symboliczną mogiłę stanowią kamienie, brzozowy krzyż oraz tablica o wysokości ok. 40 cm z tzw. marmuru chęcińskiego. Pomnik został odnowiony w 2006 roku. Ponadto w kościele znajdującym się na Karczówce wmurowana jest tablica upamiętniająca Ziółkowskiego.